# سایمون رابرتز (فرمول یک)
سایمون رابرتز (زاده ۲۷ سپتامبر ۱۹۶۲) مدیر فعلی تیم ویلیامز درفرمول یک است.
در ۱۱ مه ۲۰۲۰، ویلیامز رابرتز را به عنوان مدیرعامل جدید خود معرفی کرد، و او از ژوئن این نقش را به عهده گرفت. با این حال، پس از اینکه کلر ویلیامز از تیم ویلیامز جدا شد، وی به عنوان مدیر موقت تیم منصوب شد.